# José Weimann
José Weimann (Hinojo (Buenos Aires), 6 de abril de 1892 - Santiago del Estero, 30 de marzo de 1961) fue un sacerdote católico argentino, cuarto obispo de Santiago del Estero.
Era hijo de Juan Weimann y Ana Scwindt, inmigrantes alemanes.
Pertenecía a la Congregación del Santísimo Redentor desde 1912 y fue ordenado sacerdote en la Catedral de Colonia (Alemania) en 1917. De regreso a su país ejerció como misionero en las provincias de Salta, Buenos Aires, Tucumán, Santiago del Estero y Corrientes; también fue misionero en el Uruguay. Fue rector de los colegios redentoristas de Goya y Villa Allende.
Fue ordenado obispo de Santiago del Estero el 8 de septiembre de 1940. Dos años más tarde coronó la imagen de Nuestra Señora de Loreto en el santuario ubicado en la ciudad de del mismo nombre. En 1950 participó de la consagración de la Basílica Nuestra Señora de la Merced de la ciudad de San Miguel de Tucumán.
Propuso la división de su diócesis en dos, lo que se llevaría a cabo pocos meses después de su muerte, con la creación de la diócesis de Añatuya.
Falleció en Santiago del Estero el 30 de marzo de 1961. Un colegio secundario de la localidad de Bandera lleva su nombre.